# Ilimane Diop
Ilimane Diop Gaye (Dakar, 4 de abril de 1995) é um basquetebolista profissional senegalês, com cidadania espanhola que atualmente defende o Saski Baskonia. O atleta que possui 2,10m de altura e atua na posição Pivô.

## Ligações Externas
- Ilimane Diop no X
- Página de Ilimane Diop no Sítio da Liga ACB